# Rhyacophila blarina
Rhyacophila blarina là một loài Trichoptera trong họ Rhyacophilidae. Chúng phân bố ở miền Tân bắc.